# Super Jaimie
Super Jaimie ou La Femme bionique au Québec (The Bionic Woman) est une série télévisée américaine de science-fiction et fantastique en 58 épisodes de 47 minutes, créée par Kenneth Johnson et diffusée entre le 14 janvier 1976 et le 4 mai 1977 sur le réseau ABC, puis entre le 10 septembre 1977 et le 13 mai 1978 sur le réseau NBC.
Super Jaimie est une série dérivée (spin-off en anglais) de L'Homme qui valait trois milliards (diffusée au Québec sous le titre de L'Homme de Six Millions) dont elle utilise la même veine scénaristique.
En France, la saison 1 est diffusée à partir du 19 septembre 1976 sur Antenne 2 (à partir de l'épisode 2, le premier épisode n'ayant jamais été doublé), et une partie de la saison 2 en 1978. À compter du 19 avril 1986, La Cinq rediffuse la série et programme dans la foulée les inédits de la saison 2 et la saison 3 en entier. La série est ensuite rediffusée sur les chaînes Jimmy, RTL9, Vivolta, NRJ Paris et TV Vendée, puis sur Paramount Channel à partir du 28 septembre 2020.
Au Québec, la série est diffusée à partir du 24 septembre 1977 à la Télévision de Radio-Canada et rediffusée à l'automne 1990 sur TQS, à l'automne 2001 sur Canal D et plus tard sur Prise 2.

## Synopsis
Jaimie Sommers (en), ancienne petite amie de Steve Austin (en) et ancienne championne de tennis, exerce le métier d'institutrice.
Au cours d'un saut en parachute, elle se blesse grièvement. À la demande de Steve, Jaimie se voit greffer un bras, deux jambes et une oreille « bio-ioniques ». Devenue agent secret de l'OSI (« Government Office of Scientic Information » ; en français « Bureau gouvernemental de l'information scientifique »), elle est placée sous la tutelle d'Oscar Goldman (en) qui lui confie de délicates missions.

## Distribution
- Lindsay Wagner (VF : Dominique MacAvoy ; VQ : Claudine Chatel) : Jaimie Sommers (en) (« Jaime Sommers » en VO)
- Lee Majors (VF : Dominique Paturel ; VQ : Michel Dumont) : Steve Austin (en)
- Richard Anderson (VF : Jacques Deschamps ; VQ : Jean Fontaine) : Oscar Goldman (en)
- Martin E. Brooks (en) : le docteur Rudy Wells
- Bracken : Max, le berger allemand « bio-ionique »

## Liste des épisodes
Légende : (*) : épisodes avec Steve Austin (Lee Majors).

### Première saison (1976)

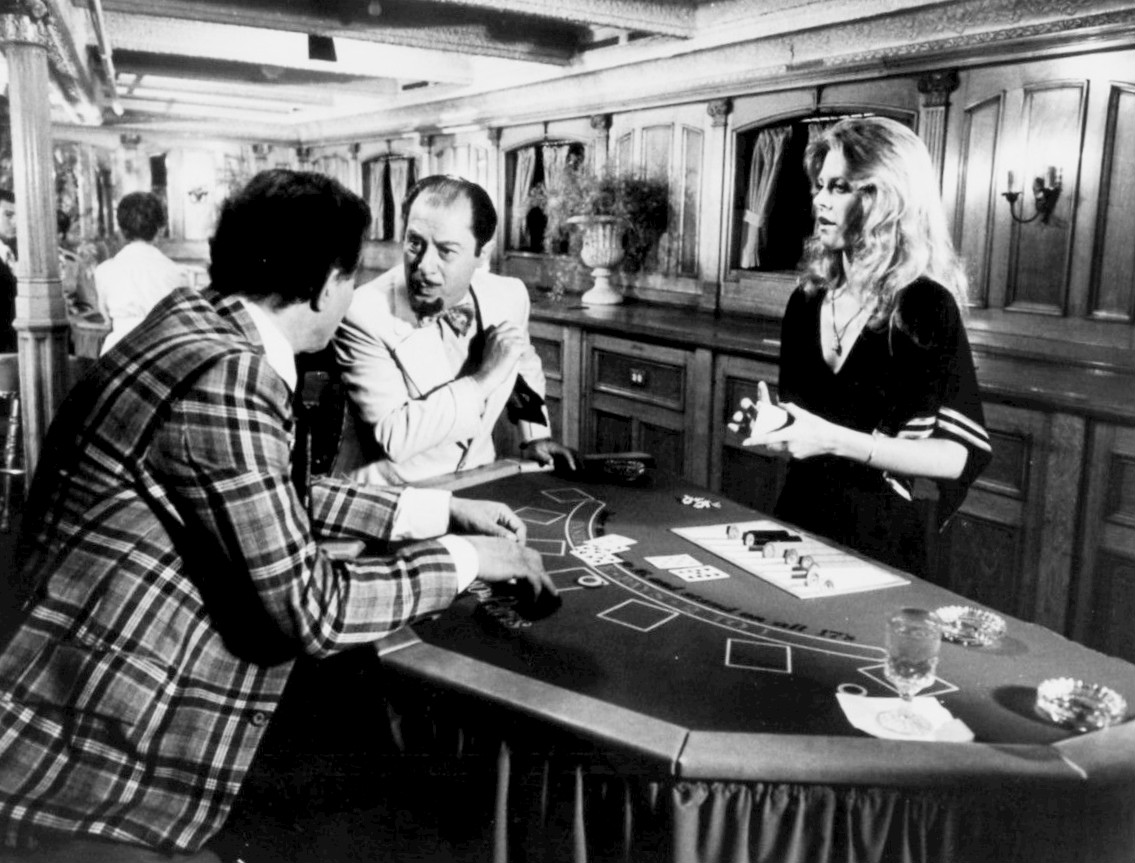
Lindsay Wagner (à dr.) lors d'un épisode de la série en 1976.

1. Bienvenue Jaimie : 1re partie (Welcome Home, Jaime: Part 1) diffusé en France uniquement en VOSTFr (*)
2. Bienvenue Jaimie : 2e partie (Welcome Home, Jaime: Part 2)
3. Sauvetage à Costa Brava (Angel of Mercy)
4. Témoin du passé (A Thing of the Past) (*)
5. Les Griffes (Claws)
6. Les Missiles de la mort (The Deadly Missiles) (*)
7. Concours de beauté (Bionic Beauty)
8. La Mère de Jaimie (Jaime's Mother)
9. Gagner c'est l'essentiel (Winning is Everything)
10. Le Canyon de la mort (Canyon of Death)
11. Les Naufragés (Fly Jaime)
12. Derrière les barreaux (The Jailing of Jaime)
13. Double Identité (Mirror Image)
14. Chasseur de fantômes (The Ghost Hunter)

### Deuxième saison (1976-1977)

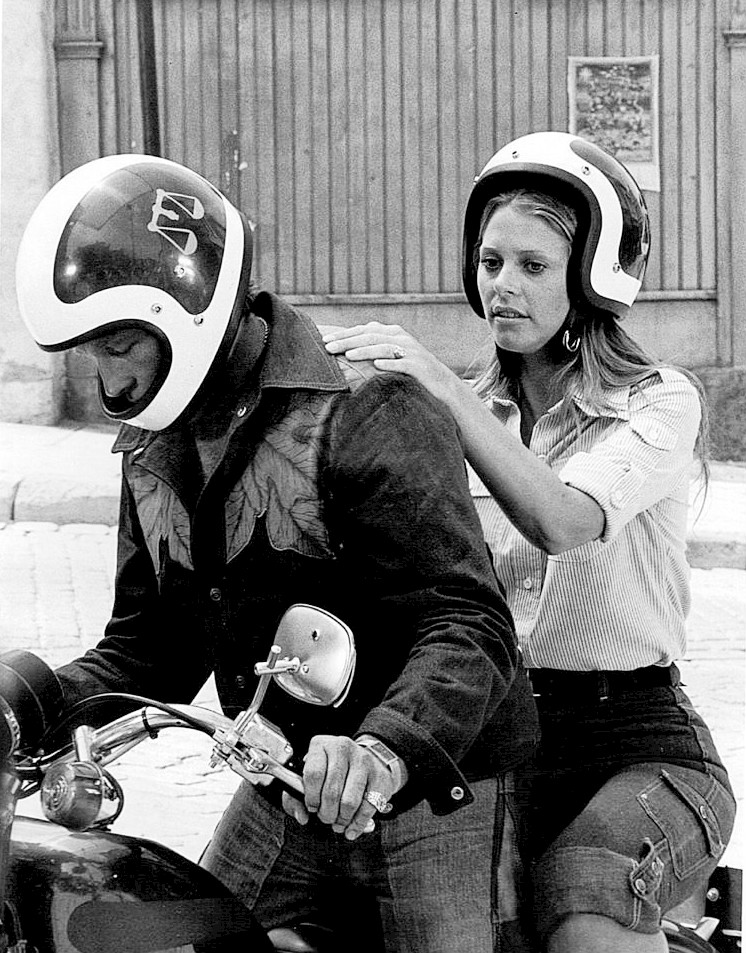
Lindsay Wagner et Evel Knievel dans la série en 1977.

1. Le retour du scalpeur : 2e partie (The Return of Bigfoot: Part 2) (*)
2. Faibles Femmes (In this Corner, Jaime Sommers)
3. Rendez-vous en haute mer (Assault on the Princess)
4. Mission à Nashville (Road to Nashville)
5. Pour la vie d'Oscar : 1re partie (Kill Oscar: Part 1) (*)
6. Pour la vie d'Oscar : 3e partie (Kill Oscar: Part 3) (*)
7. Frissons à la carte (Black Magic)
8. Sœur Jaimie (Sister Jaime)
9. Les Ondes de l'espace (The Vega Influence)
10. Rinja Gabrin : 1re partie (Jaime's Shield: part 1)
11. Rinja Gabrin : 2e partie (Jaime's Shield: part 2)
12. Méditation (Biofeed Back)
13. Alex : 1re partie (Doomsday is Tomorrow: Part 1)
14. Alex : 2e partie (Doomsday is Tomorrow: Part 2)
15. Sosie bionique : 1re partie (Deadly Ringer: Part 1)
16. Sosie bionique : 2e partie (Deadly Ringer: Part 2)
17. Jaimie et le roi (Jaime and the King)
18. Kim (Beyond the Call)
19. Le Coup de Dijon (The DeJon Caper)
20. Le Démon de la nuit (The Night Demon)
21. La Tombe d'acier (Iron Ships and Dead Men)
22. Mission : Vol (Once a Thief)

### Troisième saison (1977-1978)
1. Le Chien bionique : 1re partie (The Bionic Dog: Part 1)
2. Le Chien bionique : 2e partie (The Bionic Dog: Part 2)

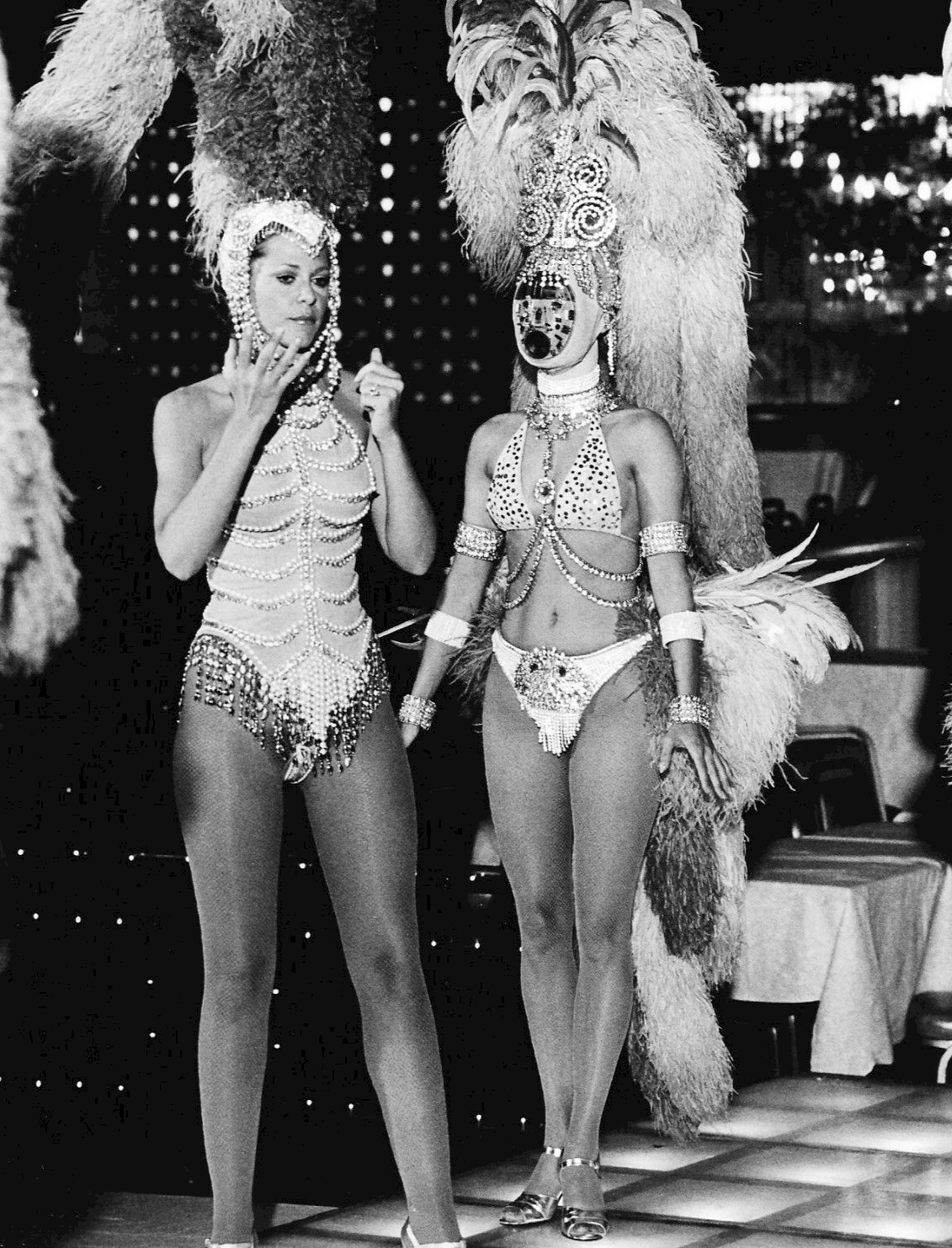
Lindsay Wagner dans la série en 1977.

3. Le Prisonnier de Las Vegas : 1re partie (Fembots in Las Vegas: Part 1)
4. Le Prisonnier de Las Vegas : 2e partie (Fembots in Las Vegas: Part 2)
5. Rodéo (Rodeo)
6. La Filière africaine (African Connection)
7. La Liberté est à l'ouest (Motorcycle Boogie)
8. Lavage de cerveau (Brain Wash)
9. Quand l'amour s'en mêle (Escape to Love)
10. Max (Max)
11. L'espion fait cavalier seul (Over the Hill Spy)
12. La Menace (All for One)
13. La Pyramide (The Pyramid)
14. L'Antidote (The Antidote)
15. Voilà les Martiens (The Martians Are Coming, the Martians Are Coming)
16. La Princesse Aura (Sanctuary Earth)
17. Mortellement vôtre (Deadly Music)
18. Qui est la vraie Jaimie ? (Which One is Jaime?)
19. Voyage astral (Out of Body)
20. Pour que vive le roi (Long Live the King)
21. En dansant le flamenco (Rancho Outcast)
22. Adieu la liberté (On the Run)

## Apparitions dans une autre série télévisée
Le personnage de Steve Austin (en) apparaît dans la série Super Jaimie, tout comme celui de Jaimie Sommers apparaît dans la série L'Homme qui valait 3 milliards.
- Jaimie Sommers dans les épisodes de la série L'Homme qui valait trois milliards :
  - saison 2 : La Femme bionique (1+2) ;
  - saison 3 : Le Retour de la femme bionique (1+2) ; L'Empreinte du diable (1) ; Tanya ; Le Grand frère ;
  - saison 4 : Le retour du scalpeur (1+2) ;
  - les 3 téléfilms : Mission bionique, L'Espion bionique et Mariage bionique.

- Steve Austin dans les épisodes de la série Super Jaimie :
  - saison 1 : Bienvenue Jaimie (1re partie) ; Témoin du passé ; Les missiles de la mort ;
  - saison 2 : Pour la vie d'Oscar (1+2+3) ;
  - les 3 téléfilms : Mission bionique, L'Espion bionique et Mariage bionique.

## Commentaires

### Adaptation française
En anglais, le prénom « Jaime » ne comporte qu'un seul « i ». Pour la version française de la série, les adaptateurs ont délibérément changé l'orthographe du nom en « Jaimie » pour coller phonétiquement à la prononciation française.
Par ailleurs, le mot « bionic », se prononce phonétiquement « baillonique ». Afin de couvrir l'ouverture de bouche des comédiens américains qui traînent sur le « i » du mot « bionic », les doubleurs de la version française ont transformé le mot « bionique » en « bio-ionique ».
Les voix françaises sont différentes selon les épisodes, 26 épisodes des saisons 1 et 2 ayant été doublés en France, le reste au Québec (la direction artistique de la version française réalisée en France fut assurée par Jacques Deschamps).

### Autour de la série
- L'idée du personnage de Jaimie Sommers est venue aux scénaristes alors que l'audience de la série L'Homme qui valait trois milliards avec Lee Majors battait de l'aile. À l'origine, Jaimie ne devait apparaître que dans un épisode double et mourir mais, à la suite de l'avalanche de courrier des fans, il fallut ressusciter Jaimie et lui créer sa propre série. De même, on ne voulait pas marier l'homme bionique, alors on rendit Jaimie amnésique et sa série fut créée[4].
- En France, bizarrement, les épisodes de L'Homme qui valait trois milliards dans lesquels le personnage de Jaimie Sommers était présenté au public, n'avaient jamais été diffusés à l'époque de la première diffusion française de Super Jaimie. En outre, sans doute pour estomper le lien entre les deux séries, Antenne 2 commença la diffusion de la série Super Jaimie par le deuxième épisode de la première saison. Il faudra attendre la rediffusion sur La Cinq, pour découvrir des épisodes inédits de la deuxième saison, ainsi que ceux de la saison 3 dans un doublage réalisé au Québec. Quant au premier épisode (Welcome Home, Jaime part 1), jamais doublé, il ne fut présenté en France que dans les années 2000 sur la chaîne 13ème rue, exclusivement en version originale sous-titrée.
- La série donne une plus grande place aux sentiments et à la psychologie de l'héroïne que dans L'Homme qui valait trois milliards, sans pour autant négliger l'action et les démonstrations bioniques[4].
- L'épisode « Les Naufragés » (saison 1) est la copie conforme de l'épisode « Seuls les plus forts survivent » de la série L'Homme qui valait trois milliards.
- Lors de la saison 3, on apprend que le premier être vivant sur qui ont été testés les implants bioniques, avec leurs risques éventuels pour un organisme humain, est un chien, Max, à la suite de graves brûlures (que Jaimie adoptera).
- Un bébé « bio-ionique », issu des deux célèbres parents, apparaît dans la série humoristique Benny Hill.

### Téléfilms
- 1987 : Mission bionique (The Return of the Six-Million-Dollar Man and the Bionic Woman) diffusé le 18 mars 1989[5]. Rediffusion le 17 novembre 1990[6] sur La Cinq
- 1989 : L'Espion bionique (Bionic Showdown: The Six Million Dollar Man and the Bionic Woman)
- 1994 : Mariage bionique (Bionic Ever After?) — téléfilm ; en français, il existe uniquement une version sous-titrée

### Remake
La série a fait l'objet d'un remake en 2007 : Bionic Woman, stoppée au bout d'une saison, faute d'audience.

## Éditions vidéo
DVD :
Super Jaimie : L'intégrale, coffret reprenant en DVD l'intégralité de la série en 58 épisodes, est annoncée chez Universal Pictures France le 3 octobre 2017 (épisodes en version française uniquement, sauf pour la première partie du pilote proposée en VOST uniquement) :
- Super Jaimie : L'intégrale saison 1 (mars 2006) (VF uniquement)
- Super Jaimie : L'intégrale saison 2 (octobre 2006) (VF uniquement)
- Super Jaimie : L'intégrale saison 3 (novembre 2008) (VF uniquement)

Les trois téléfilms ne se trouvent pas dans les coffrets Super Jaimie mais dans le coffret de la saison 5 de L'Homme qui valait trois milliards, sorti en avril 2010.

## Produits dérivés

### Bande dessinée
En France, une bande dessinée de la Collection Télé Junior (scénario et dessins de Pierre-Léon Dupuis) est parue en juin 1979, reprenant six histoires préalablement parues dans le magazine hebdomadaire du même nom :
- La 9e victime
- Alerte aux grenadines
- Jaimie dans la poudreuse
- La Déesse de Shamangar
- L'affaire Kaminski
- L'archipel des seigneurs

L'album est broché avec une couverture cartonnée plastifiée souple, contenant 48 pages couleurs.

### Jeu de société
1976 : The Bionic Woman : jeu de société pour 2 à 4 joueurs (âge : 7 ans et plus), distribué notamment aux États-Unis par Parker Brothers.

### Merchandising
La poupée Super Jaimie en tenue de sport (Kenner/Meccano - 1976) et celle en combinaison de ville (Kenner).

## Récompenses
- Emmy Award 1977 : Primetime Emmy Award de la meilleure actrice dans une série télévisée dramatique pour Lindsay Wagner